# Convento de San Basilio (Madrid)
El convento de San Basilio fue un convento de la orden homónima en Madrid, hoy desaparecido.

## Historia

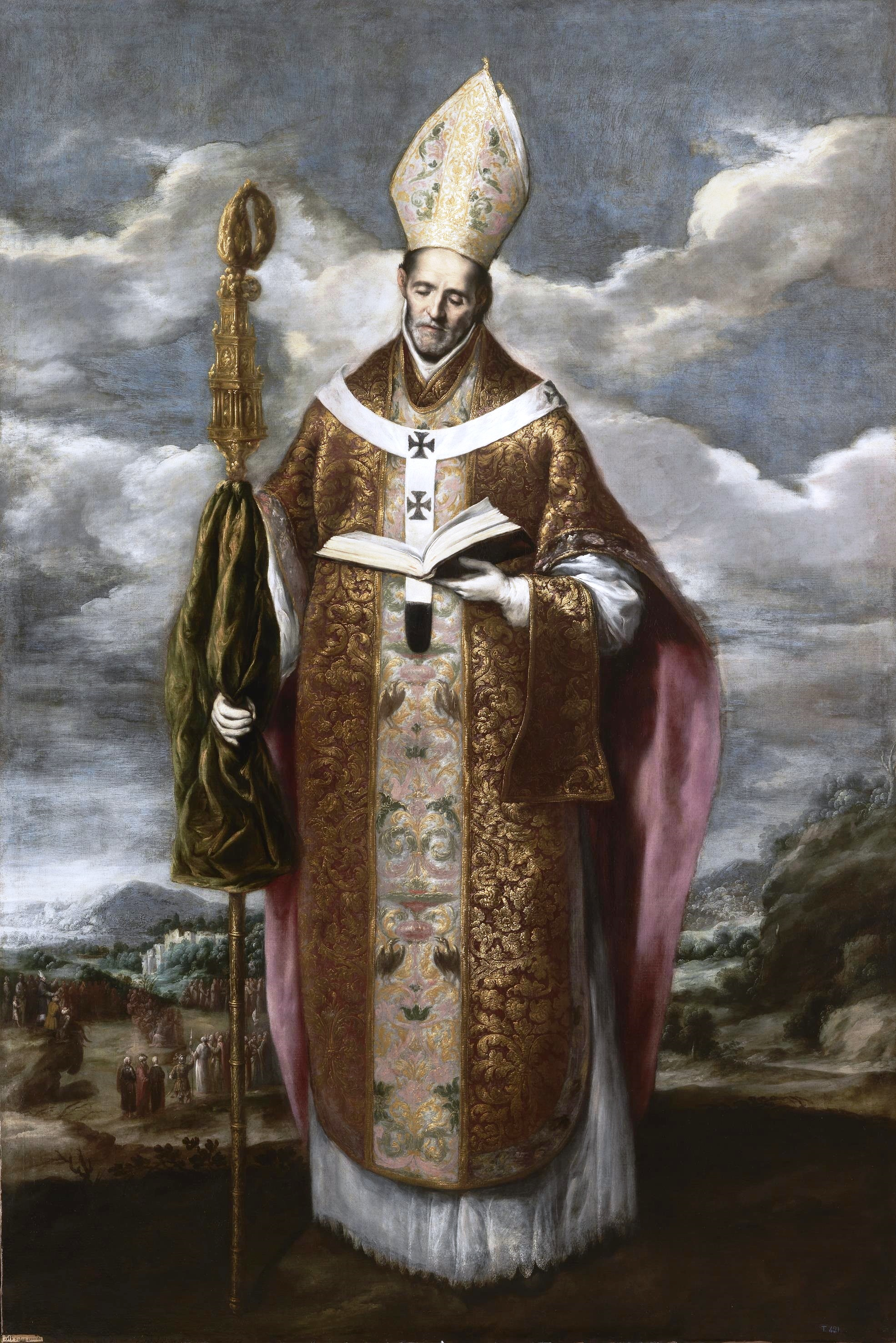
San Basilio (fechado en 1633-1666, Museo del Prado) que se encontraba en la sacristía del convento

En 1608 fue fundado el convento por el padre basilio Miguel de Pozo. El convento se fundó extramuros de la corte a media legua de la misma en las cercanías del arroyo Abroñigal, entre este y el monasterio de San Jerónimo el Real. La fundación fue favorecida por el ordinario del lugar, el arzobispo de Toledo, don Bernardo de Sandoval.
Tres años después el convento se traslada al centro de la villa, en concreto a la calle del Desengaño también llamada anteriormente de los Basilios.
El momento de mayor esplendor del monasterio se produce en 1647 tras adquirir el patronato del mismo el marqués de Leganés, siendo este virrey de Cataluña. Fruto de este patronato el convento fue reconstruido, en 1654 se produce la reconstrucción de la iglesia bajo trazas de Juan Ruiz.
En 1836 el convento de extinguió como resultado de la Desamortización de Mendizábal. Los edificios del mismo se destinarían a diversos usos, siendo demolidos en 1850. En el lugar del convento se construirían viviendas y se abriría la calle Muñoz Torrero.

## Descripción
La iglesia del convento contaba con un retablo barroco, de estilo churrigueresco según describe Ponz. A juzgar por la opinión de este el convento no contaba con obras de arte notable, salvo un San Basilio al óleo que colgaba en su sacristía, copia anónima de un original del Greco. Además en la iglesia se veneraba una imagen de Nuestra Señora del Destierro.